# Ritratto di gentiluomo anziano coi guanti
Il Ritratto di gentiluomo anziano coi guanti è un dipinto a olio su tela (90x75 cm) di Lorenzo Lotto, databile al 1543 circa e conservato nella Pinacoteca di Brera a Milano. È firmato "L. Loto".

## Storia
L'opera entrò a Brera dalla collezione del conte Castellane Harrach di Torino, con il tramite dell'antiquario Giuseppe Baslini, nel 1859.
La datazione si basa su motivi stilistici e colloca l'opera a metà degli anni quaranta, vicina ad altri ritratti di sobria compostezza, come il Ritratto di Febo da Brescia, pure a Brera, o il Ritratto di gentiluomo trentasettenne, alla Galleria Doria-Pamphili. 
Tra le proposte di identificazione la più accreditata è quella legata al nome di Liberale da Pinedel, un cui ritratto è registrato nel libro di conti dell'artista nel 1543, subito dopo l'arrivo a Treviso del pittore. L'uomo però a quell'anno aveva quarantasette-quarantott'anni, forse meno di quelli dimostrati dall'uomo ritratto. Altri personaggi ritratti in quel periodo furono Marcello Framberti, mantovano, e Ludovico Avolante, effigiato nel 1544.

## Descrizione e stile
L'uomo è ritratto a mezza figura su sfondo scuro, con abbigliamento nero e grossa berretta dello stesso colore. Come tipico della moda del tempo porta barba e baffi lunghi, in questo caso biondi. La mano destra stringe un fazzoletto bianco ricamato e quella sinistra è portata alla cintura e stringe i guanti. Gli abiti sono costosi e ricchi di ricami, con un'evidente catena dorata che pende dalla giacca e un massiccio anello d'oro.
L'atteggiamento è placido e statico, secondo uno schema derivato dall'esempio di Tiziano. Maggiore delle opere del collega è invece l'introspezione psicologica, qui esaltata ai massimi livelli nelle sottili sfumature dell'espressione del volto, rese con una qualità pittorica molto alta. 
Prevalgono le tonalità scure, che danno maggior risalto, per contrasto, a quelle in luce, quali il volto e le mani. Il volto è dopotutto protagonista assoluto della scena, senza sovrapposizioni simboliche o allegoriche tipiche della produzione anteriore dell'artista.